# Hermann Müller (atleta)
Hermann Julius August Gustav Müller (Berlino, 18 aprile 1885 – Berlino, 19 gennaio 1947) è stato un marciatore, maratoneta e mezzofondista tedesco.

## Carriera
Nel 1906 vinse la medaglia d'argento nei 3000 metri marcia ai Giochi olimpici intermedi, dove si piazzò anche nono nella maratona.
Müller fu il primo detentore ufficiale del record del mondo della 20 km di marcia così come della 50 km di marcia.

## Record nazionali
- 20 km di marcia: 1h38'43" ( Berlino, 4 ottobre 1911)
- 50 km di marcia: 4h40'15" ( Monaco di Baviera, 7 settembre 1921)

## Palmarès
| Anno | Manifestazione            | Sede  | Evento            | Risultato | Prestazione | Note |
| ---- | ------------------------- | ----- | ----------------- | --------- | ----------- | ---- |
| 1906 | Giochi olimpici intermedi | Atene | 5 miglia          | dnf       | dnf         |      |
| 1906 | Giochi olimpici intermedi | Atene | Maratona          | 9º        | 3h21'00"0   |      |
| 1906 | Giochi olimpici intermedi | Atene | 3000 metri marcia | Argento   | 15'20"0     |      |